# Raioanele Ucrainei
Raioanele Ucrainei (deseori traduse prin „districte”; 
ucraineană райони України, transliterat: raiony Ukrainy) sunt al doilea nivel de diviziune administrativă în Ucraina. Unitatea superioară raionului este oblastia.
Ca unitate administrativă, raioanele au existat în Ucraina din 1922, ca parte a unei reforme administrative în Uniunea Sovietică. 
La 17 iulie 2020, Rada Supremă (parlamentul Ucrainei) a aprobat reforma administrativă pentru a fuziona majoritatea celor 490 de raioane existente, împreună cu „orașele cu semnificație regională” care se aflau anterior în afara raioanelor, rezultatul fiind crearea a 136 de noi raioane. Aceste 136 de noi districte includ zece din Crimeea care sunt de facto în afara controlului ucrainean. Noile hromade (comunități teritoriale de nivel al treilea) au preluat majoritatea sarcinilor raioanelor (educație, asistență medicală, facilități sportive, cultură și bunăstare socială).

## Raioanele urbane
Unele orașe subordonate oblastiei, împreună cu cele două orașe de importanță națională (Kiev și Sevastopol), sunt, de asemenea, împărțite în raioane de oraș, numite și raioane urbane. Raioanele orașului au propria administrație locală și sunt subordonate direct unui oraș. Ele pot conține alte orașe și sate.